# Beach Soccer Intercontinental Cup 2013
La Beach Soccer Intercontinental Cup 2013 è stata la terza edizione del torneo, Beach Soccer Intercontinental Cup. Si è svolto presso la spiaggia di Jumeirah a Dubai, negli Emirati Arabi Uniti dal 19 al 23 novembre 2013. Otto squadre hanno partecipato alla competizione.

## Squadre partecipanti
| Squadra             | Confederazione | Risultati                                         | Partecipazione |
| ------------------- | -------------- | ------------------------------------------------- | -------------- |
| Emirati Arabi Uniti | AFC            | Ospitante                                         | 3ª             |
| Russia              | UEFA           | Campione Campionato mondiale di beach soccer 2013 | 3ª             |
| Messico             | CONCACAF       | Terza CONCACAF Beach Soccer Championship 2013     | 2ª             |
| Brasile             | CONMEBOL       | Terza CONMEBOL Beach Soccer Championship 2013     | 3ª             |
| Iran                | AFC            | Campione AFC Beach Soccer Championship 2013       | 1ª             |
| Marocco             | CAF            | Terzo Africa Beach Soccer Cup of Nations 2013     | 1ª             |
| Svizzera            | UEFA           | Terza Euro Beach Soccer League 2013               | 3ª             |
| Italia              | OFC            | Sesta Euro Beach Soccer League 2013               | 1ª             |

## Fase a gironi
Il sorteggio per dividere le otto squadre in due gruppi di quattro è stato condotto il 10 ottobre 2013. Il programma successivo è stato rilasciato il 29 ottobre 2013.

### Gruppo A
| Team                | G | V | V+ | P | GF | GS | +/- | P |
| ------------------- | - | - | -- | - | -- | -- | --- | - |
| Svizzera            | 3 | 2 | 1  | 0 | 20 | 15 | +5  | 8 |
| Emirati Arabi Uniti | 3 | 2 | 0  | 1 | 9  | 8  | +1  | 6 |
| Messico             | 3 | 1 | 0  | 2 | 11 | 11 | 0   | 3 |
| Marocco             | 3 | 0 | 0  | 3 | 11 | 17 | –6  | 0 |

| Squadra 1           | Risultato | Squadra 2           |
| ------------------- | --------- | ------------------- |
| Svizzera            | 6-5 dts   | Messico             |
| Emirati Arabi Uniti | 3-2       | Marocco             |
| Svizzera            | 9-7       | Marocco             |
| Emirati Arabi Uniti | 3-1       | Messico             |
| Messico             | 5-2       | Marocco             |
| Svizzera            | 5-3       | Emirati Arabi Uniti |

### Gruppo B
| Team    | G | V | V+ | P | GF | GS | +/- | P |
| ------- | - | - | -- | - | -- | -- | --- | - |
| Iran    | 3 | 0 | 3  | 0 | 13 | 13 | 0   | 6 |
| Russia  | 3 | 1 | 1  | 1 | 14 | 11 | +3  | 5 |
| Brasile | 3 | 1 | 0  | 2 | 15 | 12 | +3  | 3 |
| Italia  | 3 | 0 | 0  | 3 | 12 | 18 | –6  | 0 |

| Squadra 1 | Risultato     | Squadra 2 |
| --------- | ------------- | --------- |
| Iran      | 2-2 (3-2 dcr) | Russia    |
| Brasile   | 5-2           | Italia    |
| Iran      | 4-4 (3-1 dcr) | Brasile   |
| Russia    | 6-3           | Italia    |
| Iran      | 7-7 (3-2 dcr) | Italia    |
| Russia    | 6-6 (3-1 dcr) | Brasile   |

## Piazzamenti

### Semifinali 5º-8º posto
| Squadra 1 | Risultato | Squadra 2 |
| --------- | --------- | --------- |
| Brasile   | 5-3       | Marocco   |
| Italia    | 5-4       | Messico   |

### Finale 7º-8º posto
| Squadra 1 | Risultato | Squadra 2 |
| --------- | --------- | --------- |
| Messico   | 3-2       | Marocco   |

### Finale 5º-6º
| Squadra 1 | Risultato | Squadra 2 |
| --------- | --------- | --------- |
| Brasile   | 7-5 dts   | Italia    |

## Finali

### Semifinali
| Squadra 1 | Risultato | Squadra 2           |
| --------- | --------- | ------------------- |
| Iran      | 2-1       | Emirati Arabi Uniti |
| Russia    | 11-10 dts | Svizzera            |

### Finale 3º-4º posto
| Squadra 1           | Risultato | Squadra 2 |
| ------------------- | --------- | --------- |
| Emirati Arabi Uniti | 8-7       | Svizzera  |

### Finale
| Squadra 1 | Risultato | Squadra 2 |
| --------- | --------- | --------- |
| Iran      | 4-3       | Russia    |

## Classifica Finale
| Pos | Team                |
| --- | ------------------- |
| 1   | Iran                |
| 2   | Russia              |
| 3   | Emirati Arabi Uniti |
| 4   | Svizzera            |
| 5   | Brasile             |
| 6   | Italia              |
| 7   | Messico             |
| 8   | Marocco             |